# Колібаші (комуна)
Колібаші (рум. Colibași) — комуна у повіті Джурджу в Румунії. До складу комуни входять такі села (дані про населення за 2002 рік):
- Кимпурелу (1468 осіб)
- Колібаші (2411 осіб)

Комуна розташована на відстані 26 км на південь від Бухареста, 38 км на північний схід від Джурджу.

## Населення
За даними перепису населення 2002 року у комуні проживали 3879 осіб.
Національний склад населення комуни:
| Національність | Кількість осіб | Відсоток |
| -------------- | -------------- | -------- |
| румуни         | 3830           | 98,7%    |
| цигани         | 49             | 1,3%     |

Рідною мовою назвали:
| Мова      | Кількість осіб | Відсоток |
| --------- | -------------- | -------- |
| румунська | 3878           | > 99,9%  |
| циганська | 1              | < 0,1%   |

Склад населення комуни за віросповіданням:
| Релігія            | Кількість осіб | Відсоток |
| ------------------ | -------------- | -------- |
| православні        | 3868           | 99,7%    |
| п'ятдесятники      | 7              | 0,2%     |
| адвентисти         | 2              | 0,1%     |
| римо-католики      | 1              | < 0,1%   |
| не вказали релігію | 1              | < 0,1%   |